# Alfonso González Núñez
Alfonso González Núñez (San Lorenzo, 25 de enero de 1964) es un abogado y político paraguayo, perteneciente a la Asociación Nacional Republicana-Partido Colorado (ANR-PC).

## Carrera
Estudió derecho en la Universidad Nacional de Asunción, y luego una maestría en ciencias políticas en la misma casa de estudios. Ejerció la profesión de abogado desde 1989.
Fue diputado en representación del Departamento Central entre 1998 y 2003, por la ANR-PC; y senador entre 2003 y 2008. En el Congreso, presidió la comisión parlamentaria conjunta del Mercosur en dos oportunidades. También ha sido Secretario Parlamentario, y miembro del Parlamento Cultural del Mercosur y del Parlamento Latinoamericano (Parlatino).
El 7 de mayo de 2007 en Montevideo, Uruguay, fue ungido como el primer Presidente del Parlamento del Mercosur, correspondiéndole también presidir el acto y la sesión inaugural.
En 2008 fue elegido Parlamentario del Mercosur, siendo reelecto en 2013 para un segundo período. Allí fue vicepresidente por la delegación paraguaya e integró diversas comisiones.
En cuanto a su carrera partidaria, dentro de la ANR-PC, fue vicepresidente de la seccional de San Lorenzo entre 1992 y 1996. Entre 1996 y 2001 fue miembro de la junta de gobierno. A lo largo de los años también ha sido apoderado general, miembro de la comisión ejecutiva, secretario político, representante ante el Programa de las Naciones Unidas para el Desarrollo (PNUD), presidente de la comisión de relaciones internacionales, entre otros.